# Huertas la Joya Fraccionamiento Campestre
Huertas la Joya Fraccionamiento Campestre är en ort i Mexiko.   Den ligger i kommunen Querétaro och delstaten Querétaro Arteaga, i den centrala delen av landet, 190 km nordväst om huvudstaden Mexico City. Huertas la Joya Fraccionamiento Campestre ligger 1 836 meter över havet och antalet invånare är 783.
Terrängen runt Huertas la Joya Fraccionamiento Campestre är platt åt sydost, men åt nordväst är den kuperad. Runt Huertas la Joya Fraccionamiento Campestre är det tätbefolkat, med 849 invånare per kvadratkilometer. Närmaste större samhälle är Santiago de Querétaro, 12,5 km öster om Huertas la Joya Fraccionamiento Campestre. Omgivningarna runt Huertas la Joya Fraccionamiento Campestre är en mosaik av jordbruksmark och naturlig växtlighet.